# ریسک زمین‌لرزه

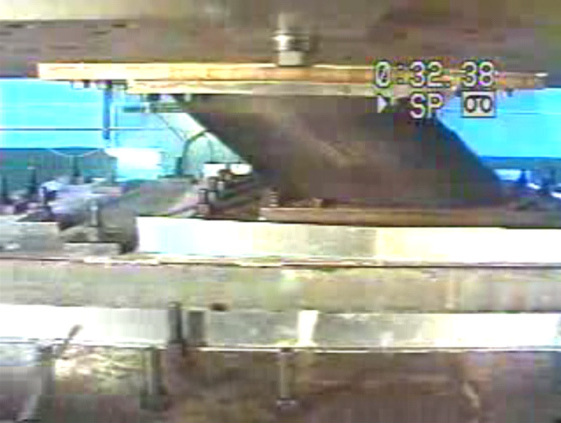
یاتاقان لاستیکی سرب در تأسیسات UCSD Caltrans-SRMD در حال آزمایش است

ریسک زمین‌لرزه‌ای یا خطرپذیری زمین‌لرزه‌ای (به انگلیسی: Seismic risk)، به ریسک آسیب ناشی از زلزله به یک ساختمان، سیستم یا موجودیت دیگر اشاره دارد. ریسک زمین‌لرزه برای بیشتر هدف‌های مدیریتی به عنوان پیامدهای بالقوه اقتصادی، اجتماعی و زیست‌محیطی رویدادهای خطرناکی که ممکن است در یک دوره زمانی مشخص رخ دهد، تعریف شده‌است. ساختمانی که در منطقه‌ای با خطر زمین‌لرزه‌ای بالا قرار دارد، اگر مطابق با اصول مهندسی زمین‌لرزه‌ای ساخته شود، در معرض خطر کمتری قرار دارد. از سوی دیگر، ساختمانی که در منطقه‌ای با سابقه لرزه‌خیزی جزئی واقع شده‌است، در یک ساختمان آجری که روی پر شده و در معرض روان‌گرایی قرار دارد، می‌تواند به همان اندازه ریسک بالا یا بالاتر باشد.
زیرمجموعه‌ای خاص، ریسک زمین‌لرزه شهری است که به مسائل خاص شهرها می‌پردازد. تعیین ریسک و واکنش اضطراری را می‌توان با استفاده از سناریوی زلزله‌خیزی تعیین کرد.